# APM Terminals

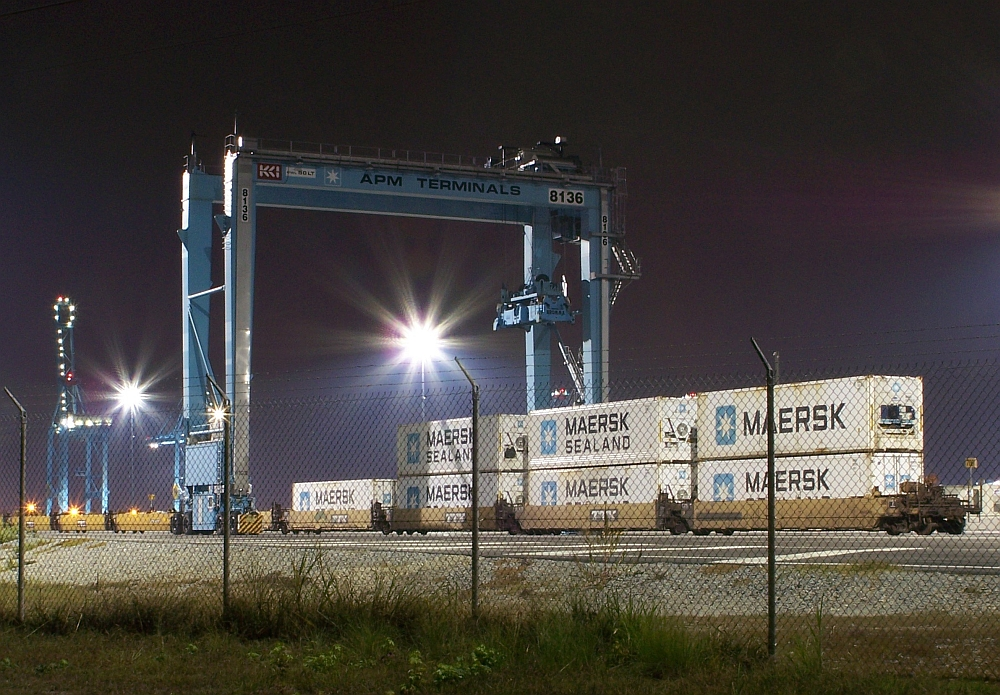
APM Terminals containerterminal i Portsmouth, Virginia i USA

APM Terminals är ett danskägt internationellt logistikföretag.
APM Terminals är ett internationellt containerfraktföretag med huvudkontor i Haag, Nederländerna. APM Terminals, som är en del av A.P. Møller-Mærsk A/S, är en av världens största hamn- och terminaloperatörer. De driver 74 hamn- och terminalanläggningar i 40 olika länder samt över 100 inlandserviceverksamheter som tillhandahåller containertransport, förvaltning och reparation. 
APM Terminals Gothenburg är Nordens största containerterminal. Här skeppas drygt 50 procent av alla containrar till och från Sverige. APM Terminals Gothenburg, som är i drift sedan 2012, rymmer både direktanlöp, oceangående fartyg som kommer direkt från andra världsdelar samt feederfartyg från hamnar i norra Europa. APM Terminals Gothenburg är den enda terminalen i Sverige som har kapacitet att ta emot och hantera de största oceangående fartygen upp till 20 000 TEU-kapacitet. Cirka hälften av alla containrar till och från containerterminalen transporteras med järnväg, vilket innebär stora miljövinster.